# Hulodes ischnethes
Hulodes ischnethes là một loài bướm đêm trong họ Erebidae.